# Styphnolobium caudatum
Styphnolobium caudatum är en ärtväxtart som beskrevs av Mario Sousa och Velva Elaine Rudd. Styphnolobium caudatum ingår i släktet Styphnolobium och familjen ärtväxter. Inga underarter finns listade i Catalogue of Life.